# Arche
För andra betydelser, se Arche (olika betydelser).
Arche (ἀρχή) var de försokratiska naturfilosofernas urämne, alltings ursprung, kring vilket de vävde sina naturfilosofiska teorier om materiens uppbyggnad. Arche är alltså det ämne (eller de ämnen) eller den princip som enligt denna tidiga grekiska filosofi allting består av. Ofta utses ett ämne, medan till exempel Anaxagoras föreslår ett oändligt antal urämnen.
Thales från Miletos är den förste av de försokratiska naturfilosoferna som med en teori om ett urämne betonar verklighetens enhetliga karaktär. Med sin teori om vattnet som urämne utformade han det äldsta kända exemplet på en teori som försöker förklara verkligheten med saker som kan ses som omedelbart kända om den, utan mytologiska förklaringar och religiösa antaganden. Enligt Anaximander härstammar allting ur apeiron (ἄπειρον) 'något gränslöst' som troligtvis består av en kvalitetslös materia, medan Anaximenes trodde att luften (ἀήρ) är alltings urämne. 
Begreppet arche används av Aristoteles för att karakterisera de joniska naturfilosofernas materiella monism. Senare begrepp som atom, eter, inertia, eld och i viss mån kvintessens upptar i olika grad och innebörd fortfarande tänkares tid.